# Norrisanima
Norrisanima es un género extinto de mamífero cetáceo balenopteroide del Mioceno tardío (Tortoniense) de Estados Unidos. Originalmente se consideraba una especie del género Megaptera, al que pertenece la actual ballena jorobada, pero estudios posteriores indican que no es congenérico con la ballena jorobada y, en cambio, es un género independiente más basal.

## Taxonomía
El holotipo de Norrisanima miocaena, USNM 10300, es un cráneo parcial hallado en la Formación Monterey del Mioceno Tardío (Tortoniense) de Lompoc, California. Aunque anteriormente estaba incluido en el mismo género que la ballena jorobada, Norrisanima se diferencia en tener una bulla timpánica menos inflada ventralmente, nasales cortos y rectangulares, y el dedo angosto del frontal excluido de la parte posterior de los huesos nasales. Leslie, Peredo y Pyenson (2019) señalaron que N. miocaena no es congenérica con la ballena jorobada y la colocaron como un balaenopteroide basal.

## Etimología
El nombre Norrisanima honra al difunto Kenneth Norris y su hijo Richard por sus contribuciones a la historia natural de California, la mastozoología marina y la evolución en el reino marino, y combina el nombre de Norris con el latín anima, que significa "vida".

## Registro fósil
Norrisanima se recolectó de Lompoc en el Condado de Santa Bárbara, California, pero los restos posteriores referidos a este taxón se han desenterrado en la Formación Purísima del Norte de California y la Formación San Diego y San Mateo de San Diego.